# 平成バンパイアの逆襲 浅野りん作品集
『平成バンパイアの逆襲 浅野りん作品集』（へいせいバンパイアのぎゃくしゅう あさのりんさくひんしゅう）は、浅野りんによる漫画作品集。エニックス（現スクウェア・エニックス）刊。

## 収録作品
- 平成バンパイア（『月刊少年ギャグ王』1995年5月号、8月号 - 1996年1月号）
- 平成バンパイアの逆襲（『ガンガンWING』2000年1月号）
- お菓子な野郎（『月刊少年ギャグ王』1996年10月号）
- 恋してなんぼ（『月刊ステンシル』1999年秋号）
- おまけ（『CHŌKOビースト!!』の特別編）

## 書誌情報
発行は2000年7月27日。
- ISBN 978-4757502635